# Jarvis Varnado
Jarvis Lamar Varnado (né le 1er mars 1988 à Brownsville, Tennessee) est un joueur américain de basket-ball. Il évolue aux postes de pivot et d'ailier fort.

## Biographie
Varnado est choisi par le Heat de Miami à la 41e position de la draft 2010 de la NBA. Cependant, il signe avec le Carmatic Pistoia, une équipe de la seconde division en Italie mais le Heat conserve ses droits sur Varnado. Il joue 33 matchs avec Pistoia et termine avec des moyennes de 15,4 points, 8,9 rebonds et 3,1 contres par match.
Il participe au minicamp avec le Heat durant l'été 2011. Le 2 août 2011, il signe un contrat avec l'Hapoël Jérusalem, dans la Ligat Ha'al, en Israël. Le 24 janvier 2012, après avoir joué 12 matchs pour ce club toutes compétitions confondues, il le quitte. La semaine suivante, il signe à la Virtus Roma, une équipe évoluant en première division italienne, la LegA.
Le 7 septembre 2012, il est signé par le Heat de Miami pour le camp d'entraînement d'été. Il est licencié le 26 octobre. Il rejoint alors le Skyforce de Sioux Falls en D-League. Il est nommé joueur de la semaine lors de la première journée de la saison 2012-2013.
Le 24 décembre 2012, il est engagé par les Celtics de Boston alors qu'il joue en D-League au Skyforce de Sioux Falls avec une moyenne 14 points, 8,9 rebonds et 4,4 contre pour remplacer Chris Wilcox blessé. Le 6 janvier 2013, il est licencié par les Celtics.
Le 9 janvier 2013, il accepte un contrat de 10 jours avec le Heat de Miami, l'équipe qui l'a drafté en 2010, pour aider l'équipe dans sa faiblesse au rebond. Pour cela, la franchise de Floride a dû licencier Terrel Harris. Le 20 janvier, il signe un second contrat de 10 jours. Le 30 janvier, il est conservé pour le reste de la saison par le Heat. Durant les mois de mars et avril 2013, il est envoyé au Skyforce de Sioux Falls en D-League. À la fin de la saison, Varnado remporte son premier titre de champion avec le Heat qui bat les Spurs de San Antonio 4 à 3 en finale.
Le 21 octobre 2013, il est licencié par le Heat. Le 31 octobre, il est re-sélectionné par le Skyforce de Sioux Falls. Le lendemain, il est transféré à l'Energy de l'Iowa. Le 3 février 2014, il est choisi dans l'effectif des Prospects pour participer au All-Star Game 2014 de D-League. Le 18 février 2014, il signe un contrat de 10 jours avec les Bulls de Chicago. Le 28 février, les Bulls décident de ne pas le conserver. Le 1er mars 2014, il signe un contrat de 10 jours avec les Sixers de Philadelphie. Le 12 mars, il signe avec les Sixers pour le reste de la saison. Le 29 mars, il établit son record en carrière de contres en repoussant six ballons lors de la victoire des siens contre les Pistons de Détroit.
Le 18 juillet 2015, il signe en Italie, au Dinamo Sassari.
Le 30 août 2016, il signe en Turquie, à l'İstanbul Belediyespor.
Le 2 août 2017, il signe en Espagne, au Tecnyconta Zaragoza. Le 20 mars 2018, le club espagnol le libère de son contrat.
Le 30 novembre 2018, il rejoint le Hustle de Memphis en G-League. Mais, le 16 décembre 2018, il est libéré de son contrat après six matches et des moyennes de 2,5 points, 2 rebonds et 0,5 contre en 7,5 minutes par match. Le 15 janvier 2019, il signe en France, chez le promu du Fos Provence Basket en première division.

## Statistiques
| Champion NBA |

gras = ses meilleures performances

### Universitaires
| Saison    | Équipe            | Matchs | Titul. | Min./m | % Tir | % 3pts | % LF | Rbds/m. | Pass/m. | Int/m. | Ctr/m. | Pts/m. |
| --------- | ----------------- | ------ | ------ | ------ | ----- | ------ | ---- | ------- | ------- | ------ | ------ | ------ |
| 2006-2007 | Mississippi State | 35     | 13     | 13,5   | 64,7  | 0,0    | 53,3 | 4,23    | 0,31    | 0,34   | 1,91   | 4,97   |
| 2007-2008 | Mississippi State | 34     | 34     | 28,5   | 64,1  | 50,0   | 50,0 | 7,76    | 0,53    | 0,53   | 4,62   | 7,91   |
| 2008-2009 | Mississippi State | 36     | 36     | 28,1   | 54,9  | 0,0    | 65,4 | 8,81    | 0,78    | 0,61   | 4,67   | 12,89  |
| 2009-2010 | Mississippi State | 36     | 36     | 31,5   | 58,2  | 0,0    | 61,0 | 10,25   | 0,89    | 0,67   | 4,69   | 13,78  |
| Total     | Total             | 141    | 119    | 25,4   | 58,9  | 25,0   | 59,5 | 7,79    | 0,63    | 0,54   | 3,98   | 9,95   |

### Professionnelles

#### Saison régulière NBA
| Saison    | Équipe       | Matchs | Titul. | Min./m | % Tir | % 3pts | % LF | Rbds/m. | Pass/m. | Int/m. | Ctr/m. | Pts/m. |
| --------- | ------------ | ------ | ------ | ------ | ----- | ------ | ---- | ------- | ------- | ------ | ------ | ------ |
| 2012-2013 | Miami        | 8      | 0      | 5,0    | 33,3  | 0,0    | 0,0  | 0,75    | 0,25    | 0,00   | 0,25   | 0,25   |
| 2012-2013 | Boston       | 5      | 0      | 3,6    | 50,0  | 0,0    | 50,0 | 0,60    | 0,20    | 0,20   | 0,00   | 1,20   |
| 2013-2014 | Chicago      | 1      | 0      | 2,0    | 0,0   | 0,0    | 0,0  | 0,0     | 0,0     | 0,0    | 0,0    | 0,0    |
| 2013-2014 | Philadelphie | 23     | 0      | 14,7   | 60,0  | 0,0    | 51,9 | 2,74    | 0,57    | 0,43   | 1,26   | 4,30   |
| Total     | Total        | 37     | 0      | 10,7   | 58,2  | 0,0    | 51,8 | 1,95    | 0,43    | 0,30   | 0,84   | 2,89   |

Dernière modification le 16 avril 2018

#### Playoffs NBA
Il ne participe à aucune rencontre de playoffs NBA mais remporte le titre de champion en 2013 avec le Heat de Miami.

#### Saison régulière G-League
| Saison    | Équipe      | Matchs | Titul. | Min./m | % Tir | % 3pts | % LF | Rbds/m. | Pass/m. | Int/m. | Ctr/m. | Pts/m. |
| --------- | ----------- | ------ | ------ | ------ | ----- | ------ | ---- | ------- | ------- | ------ | ------ | ------ |
| 2012-2013 | Sioux Falls | 23     | 22     | 30,5   | 57,3  | 0,0    | 58,3 | 9,91    | 0,91    | 1,00   | 3,35   | 14,52  |
| 2013-2014 | Iowa        | 22     | 22     | 31,7   | 50,4  | 0,0    | 65,5 | 11,00   | 0,82    | 0,64   | 4,68   | 14,09  |
| 2014-2015 | Los Angeles | 8      | 4      | 23,1   | 53,9  | 0,0    | 64,7 | 6,50    | 1,12    | 0,25   | 2,00   | 11,62  |
| 2018-2019 | Memphis     | 6      | 0      | 7,5    | 44,4  | 0,0    | 63,6 | 2,00    | 0,00    | 0,00   | 0,50   | 2,50   |
| Total     | Total       | 59     | 48     | 27,6   | 53,8  | 0,0    | 62,4 | 9,05    | 0,81    | 0,66   | 3,37   | 12,75  |

Dernière modification le 15 janvier 2019

## Records personnels et distinctions
Les records personnels de Jarvis Varnado, officiellement recensés par la NBA/D-League sont les suivants :
| Type statistique           | Saison régulière (NBA) | Saison régulière (NBA)    | Saison régulière (NBA) | Saison régulière (D-League) | Saison régulière (D-League)   | Saison régulière (D-League) |
| Type statistique           | Record                 | Adversaire                | Date                   | Record                      | Adversaire                    | Date                        |
| -------------------------- | ---------------------- | ------------------------- | ---------------------- | --------------------------- | ----------------------------- | --------------------------- |
| Points                     | 9                      | Pistons de Détroit        | 29 mars 2014           | 29                          | @ Vipers de Rio Grande Valley | 30 mars 2013                |
| Paniers marqués            | 4                      | Pistons de Détroit        | 29 mars 2014           | 13                          | @ Vipers de Rio Grande Valley | 30 mars 2013                |
| Paniers tentés             | 8                      | Pistons de Détroit        | 29 mars 2014           | 19                          | @ Vipers de Rio Grande Valley | 30 mars 2013                |
| Paniers à 3 points réussis |                        |                           |                        |                             |                               |                             |
| Paniers à 3 points tentés  |                        |                           |                        |                             |                               |                             |
| Lancers francs réussis     | 3                      | @ Celtics de Boston       | 4 avril 2014           | 12                          | @ 66ers de Tulsa              | 23 novembre 2013            |
| Lancers francs tentés      | 7                      | @ Hawks d'Atlanta         | 31 mars 2014           | 14                          | 2 fois                        |                             |
| Rebonds offensifs          | 4                      | @ Thunder d'Oklahoma City | 4 mars 2014            | 7                           | Red Claws du Maine            | 27 décembre 2013            |
| Rebonds défensifs          | 8                      | @ Hawks d'Atlanta         | 31 mars 2014           | 16                          | @ Energy de l'Iowa            | 6 avril 2013                |
| Rebonds totaux             | 9                      | @ Hawks d'Atlanta         | 31 mars 2014           | 20                          | 2 fois                        |                             |
| Passes décisives           | 4                      | Bobcats de Charlotte      | 2 avril 2014           | 3                           | 3 fois                        |                             |
| Interceptions              | 2                      | 2 fois                    |                        | 5                           | @ Toros d'Austin              | 27 mars 2013                |
| Contres                    | 6                      | Pistons de Détroit        | 29 mars 2014           | 10                          | 2 fois                        |                             |
| Balles perdues             | 2                      | 3 fois                    |                        | 7                           | Stampede de l'Idaho           | 5 mars 2013                 |
| Minutes jouées             | 22                     | @ Rockets de Houston      | 27 mars 2014           | 42                          | Mad Ants de Fort Wayne        | 19 décembre 2013            |

- Double-double : 21 (en D-League) (au 16/04/2014)
- Triple-double : aucun.

## Palmarès

### En club
- Champion NBA en 2013 avec le Heat de Miami.

### Distinctions personnelles
- Meilleur contreur de l'histoire de la NCAA (564 contres).
- Meilleur contreur sur une saison (170 contres).
- Seul joueur universitaire de l'histoire avec David Robinson à totaliser 1000 points, 1000 rebonds et 500 contres.
- Sélectionné au All-Star Game de D-League en 2014